# バーナード・ウッセイ
バーナード・アルバート・ウッセイ（Bernardo Alberto Houssay、ベルナルド・ウサイとも、1887年4月10日-1971年9月21日）は、アルゼンチンの生理学者。彼は1947年、カール・コリ、ゲルティー・コリ夫妻と共に、脳下垂体ホルモンが動物の血糖であるグルコースを調整する役割を見つけ出し、「糖の物質代謝において脳下垂体前葉ホルモンの演ずる役割の発見」の功績が認められノーベル生理学・医学賞を授与された。また彼は、ラテンアメリカの科学発展にも大きく寄与した。

## 生涯
ウッセイは、フランスからアルゼンチンに移住した法廷弁護士の父アルバートと母クララの間の8人の兄弟のひとりとしてブエノスアイレスで生まれた。早熟の天才だった彼は14歳にしてブエノスアイレス大学調薬学校への入学を果たし、17歳の1904年には同大学薬学部に進学した。
ウッセイは研究者としてのキャリアを始めた頃、クロード・ベルナールの研究手法から大きく影響を受けたという。また、インスリンが内分泌腺へ及ぼす影響についての分析を行った。大学在籍3年目には生理学研究生兼講師に抜擢され、卒業後は下垂体の生理学的機能についての医学博士論文に取り掛かり、これを1911年に発表した。この主題は、ウッセイが生涯をかけて取り組む対象となった。博士号を取得すると、1908年から既に就任していた講師職を、それまでの薬学部に加え獣医学部でも務めることになった。さらに、学資を得るためにブエノスアイレス公立病院で医師の補助を務める仕事を始め、同時に多角的な知識の習得を得ようとした。そして1913年にはアルベアル病院の主任医師、1915年にはブエノスアイレスの国立公衆衛生研究所の実験病理学部主任に就任した。
1919年にはブエノスアイレス大学薬学部で生理学講座を受け持つこととなり、1943までの在任中に、同講座を実験生理学や薬学において国際的な高い評価を受けるまでに導いた。しかし同年、ナチのファシストに抗議する署名にサインするなど自由主義的政治思想を持つウッセイの、その言動が及ぼす影響を恐れた当時の軍事政権から眼をつけられ、大学のポストを剥奪されてしまった。彼を含む多くの教育研究機関などから追放された科学者たち約150人は、研究を継続するためにウッセイを中心に私立の研究所The Experimental Medicine and Biology Instituteを設立した。ウッセイが公職に戻れない状態は1946年に政権がフアン・ペロンに移ってからも続き、1955年の軍事クーデターを待たなければ解消されなかった。この間、他国からの多くの誘いを断ってアルゼンチンに止まりながら、ウッセイは研究のかたわらルイ・ルロワールの私立研究所設立に参画するなど、精力的な活動を続けた。ペロンが亡命し、晴れてブエノスアイレス大学に復職したウッセイは停年までその職を全うした。その後、1957年からは国家科学技術振興会（National Scientific and Technical Research Council）の会長職に就任した。その後も彼は、アルゼンチンにとどまらずラテンアメリカ全域の科学研究や薬学教育の発展に向け、リーダーそしてプロモーターとして積極的に活動を続けた。
化学博士でもあった妻マリアとの間に3人の子を儲けた。ウッセイは1971年世を去り、ブエノスアイレスのチャカリータ墓地(en)に埋葬された。

## 業績
ウッセイの業績は、神経･消化器系･呼吸器系･循環器系と、生理学分野の多岐にわたる。その中でも大きく医学発展に寄与した炭水化物の代謝に関する研究、特に糖尿病についての一連の研究が評価され、1946年と1963年にバンティング・メダル、1947年にノーベル生理学・医学賞が授与された。
既に1930年代には、ウッセイは脳下垂体前葉部が分泌する成分が糖尿病誘発の効果を持っていることを示しており、その切除が糖尿病の病状悪化を抑える手段のひとつだと明らかにしていた。この報告は、ホルモンが自動制御するメカニズムの解明に寄与し、現代内分泌学のあらゆる面の基礎的な理論となっている。
ウッセイはまた、人材育成の面でも非凡であった。彼の薫陶を受けた多くの弟子たちも国際的に活躍した。レニン・アンジオテンシン系解明のEduardo Braun-Menéndez、ブラジル神経生理学の父と謳われサンパウロ大学Medical Faculty of Ribeirão Pretoの生理学部長となったMiguel Rolando Covianはその代表と言える。彼らとともにウッセイは人間生理学の教科書を執筆し、これはラテンアメリカ諸国･スペイン･ポルトガル（Covianらによる翻訳版）で発行され、1950年の初版以来改訂を加えながら世界中の薬学校で用いられ続けている。
ウッセイの科学論文は総数500を越え、専門書の執筆も数多い。その栄誉は、ノーベル賞受賞だけでなくハーバード大学･ケンブリッジ大学･オックスフォード大学･パリ大学など19大学からの表彰、イギリス内分泌学会からのDale Medal贈呈(1960年)などでも顕彰された。

## 主な論文
- 1936年 Functions of the Pituitary Gland. Boston
- 1942年 The Hypophysis and Secretion of Insulin. Journal of Experimental Medicine, New York, 75: 547-566.
- 1942年 Escritos y Discursos. Buenos Aires
- 1947年 The Role of the Hypophysis in Carbohydrate Metabolism and in Diabetes. Nobel Prize lecture
- 1950年 Fisiologia Humana. Buenos Aires